# Rìa rửa trôi

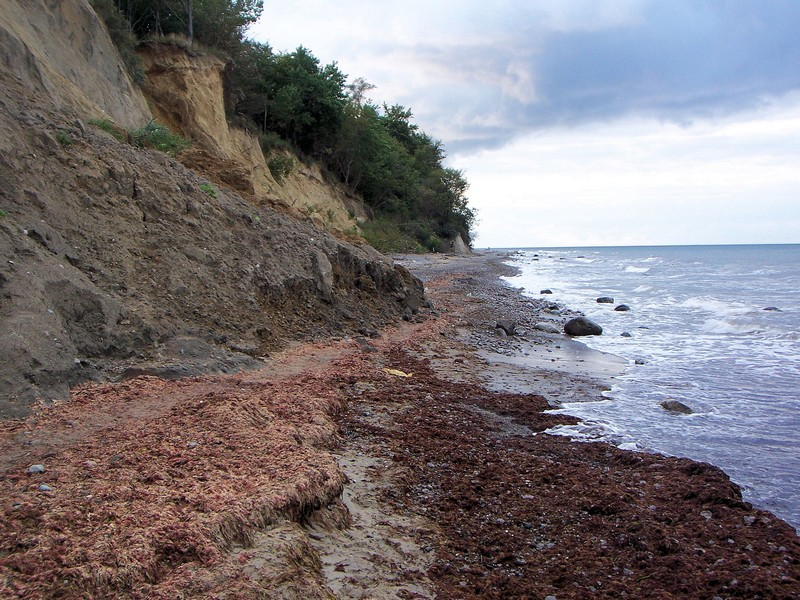
Hai rìa rửa trôi liên tiếp nhau (ở giữa và ở dưới bên phải) với tảo biển và rong lươn

Rìa rửa trôi (tiếng Đức: Spülsaum, tiếng Anh: wash margin) là một khu vực trên bờ biển mà tại đó vật chất hữu cơ được đùn lên hoặc cuốn đi. Rìa thường chạy dọc theo bờ của một khối nước và phân thành nhiều dải bởi có nhiều mực nước khác nhau. Lượng dinh dưỡng dồi dào tại các rìa rửa trôi dẫn đến sự có mặt thường xuyên của các loài thực vật mọc nơi đổ nát (thực vật tạp thảo).

### Tư liệu
- Leser, Hartmut (2005), Wörterbuch Allgemeine Geographie (bằng tiếng Đức) (ấn bản thứ 13), München: Deutsche Taschenbuch Verlag, ISBN 978-3-423-03422-7

## Hình ảnh

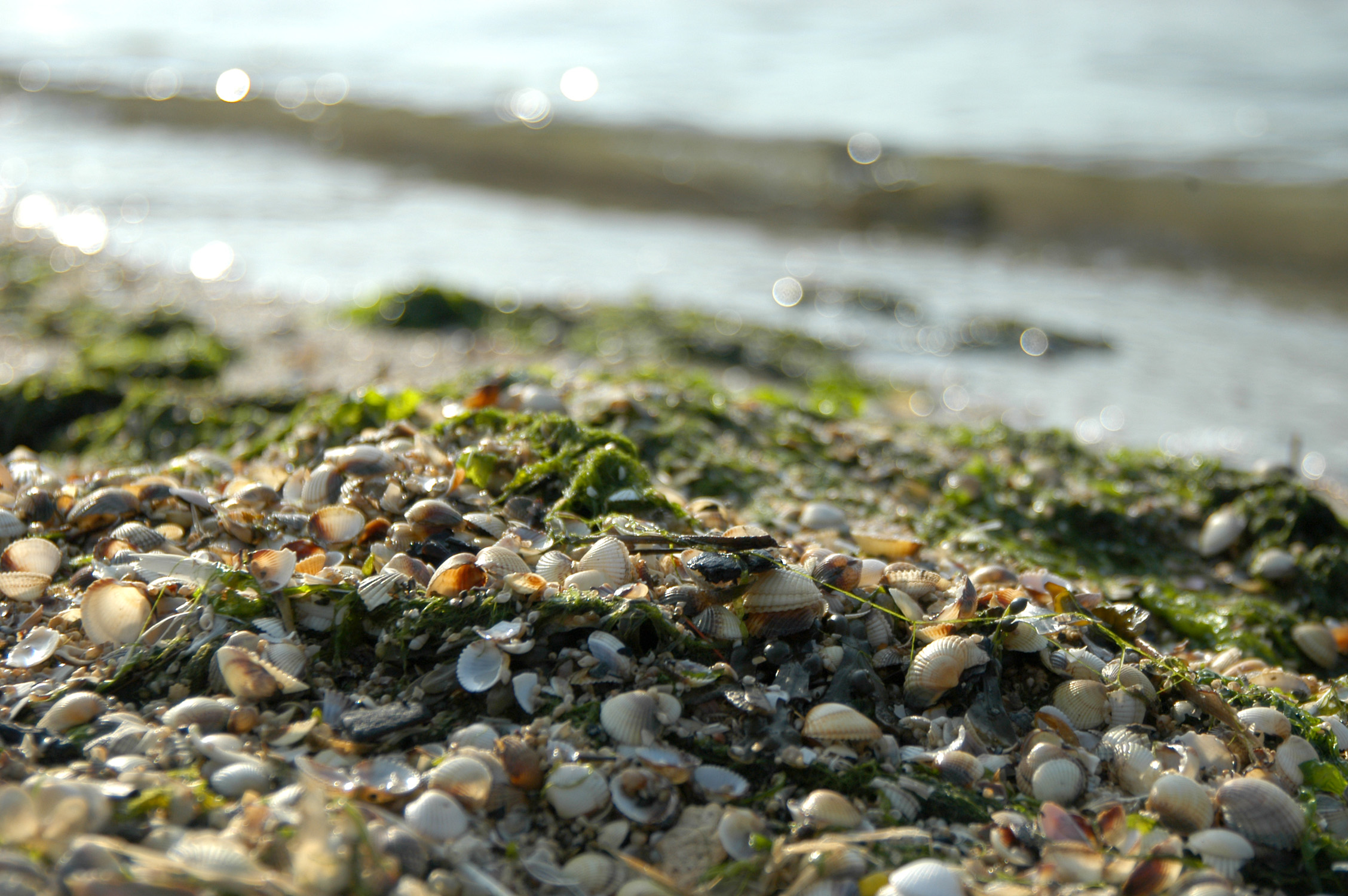
Cận cảnh vật chất hữu cơ trên một rìa rửa trôi tại một bãi biển ở Cuxhaven, Đức